# Distretto di Guro (Corea del Sud)
Guro (Hangŭl: 구로구; Hanja: 九老區) è un distretto di Seul. Ha una superficie di 20,11 km² e una popolazione di 417.339 abitanti al 2010.